# Storie della passione e altri affreschi
Le Storie della passione,  storie di san Francesco e altri affreschi sono pitture a fresco eseguiti da Pietro Baschenis tra il 1623 e il 1627 per la cappella di San Francesco e sulla parete trasversale chiesa di Santa Maria dell'Incoronata di Martinengo.

## Storia
La chiesa e il monastero dell'Incoronata furono fatti edificare su desiderio della popolazione di Martinengo da Bartolomeo Colleoni nel 1475. I dipinti furono realizzati dal Baschenis negli anni tra il 1623 e il 1627. 
Il ciclo dedicato a san Francesco d'Assisi fu eseguito nel 1623 ed è posto nella cappella dedicata al santo dove vi era la grande tela San Francesco istituisce l'ordine dei Terziari francescani opera di Enea Salmeggia, come risulta da un atto di pagamento all'artista dalla confraternita che aveva il giuspatronato da un N. Di Bianchi.
I dipinti che decorano la parete trasversale, una delle poche che sono rimaste a testimonianza del muro che un tempo divideva la zona dell'aula dedicata al clero da quella dedicata alla presenza dei fedeli, e fu commissionata al Baschenis da Contino de Mamolis, colonnello delle truppe albanesi presente sul territorio quale segno di ringraziamento alla comunità per l'ospitalità che lui e le sue truppe avevano avuto.

## Descrizione

### Ciclo di san Francesco
Le pitture si presentano in stile gotico che si collegano alla scuola dell'umanista bembesca. Il ciclo raffigura sulla volta della cappella ospita gli affreschi raffiguranti in sei tondi le immagini dei frati francescani Bernardo di Carbio, Pietro di San Geminiano, Ottone, e dei conversi Accursio e Adiuto, mentre episodi della vita del santo sono inseriti in quattro medaglioni che riprendono la leggende del santo: “Monito del crocifisso a Francesco e l'elemosina del giovane”,  “rinuncia ai beni paterni e il denudarsi del giovane”, “sogno di papa Innocenzo III” e “approvazione della regola”. Le narrazioni sono molto semplici dove predomina l'immagine del santo e del papa, e riprendono i dipinti che l'artista aveva eseguito in Bergamo nel palazzo Bonoreni nel 1624. La raffigurazione del Cristo Pantacratore  che era posto nella parte superiore è andata in parte perduta.

### Storie della passione
Il ciclo è stato attribuito dal Capuani e si compone di cinque riquadri di cui due ad ogni lato e uno centrale di doppia grandezza inseriti in stucchi manieristici. Il primo riquadro a sinistra raffigura: Orazione di Gesù nell'orto, e nel riquadro inferiore la flagellazione, mentre a destra La flagellazione e nel riquadro inferiore Gesù e la Veronica, e centrale il grande affresco della Crocifissione. Posto nei peducci che sotto quello centrale ai lati dell'arco le grandi raffigurazioni dei patroni di Martinengo: san Giorgio e sant'Agata. le raffigurazioni presentano assonanze con lavori eseguiti dal Luini o dal Ferrari sempre per chiese francescane. Forse la scelta dei monaci francescani della chiesa dell'Incoronata di affidare il lavoro al Baschenis nasceva proprio dal desiderio di ottenere dipinti che riproducessero lavori dei secoli precedenti: 
Le pitture si presentano quasi fossero quadri devozionali, non vi fu da parte dell'artista la ricerca a ottenere un più approfondito studio della narrazione. L'affresco della Crocifissione presenta la classica composizione con i personaggi della Madonna, Giovanni e la Maddalena, collocati ai piedi della croce che si sovrappongono alle croci e a personaggi in armi. La composizione della raffigurazione di Cristo e dei due ladroni ha assonanze con il grande dipinto della Crocifissione del Duomo di Cremona del Pordenone.
Pietro seppe ripresentare lavori di artisti che aveva studiato pur non riuscendo mai a proporre nuove soluzioni: